# Agrypon celenellum
Agrypon celenellum là một loài tò vò trong họ Ichneumonidae.